# Norris (Illinois)
Norris és una població dels Estats Units a l'estat d'Illinois. Segons el cens del 2000 tenia 194 habitants.

## Demografia
Segons el cens del 2000, Norris tenia 194 habitants, 85 habitatges, i 58 famílies. La densitat de població era de 267,5 habitants/km².
Dels 85 habitatges en un 21,2% hi vivien nens de menys de 18 anys, en un 56,5% hi vivien parelles casades, en un 10,6% dones solteres, i en un 30,6% no eren unitats familiars. En el 24,7% dels habitatges hi vivien persones soles el 8,2% de les quals corresponia a persones de 65 anys o més que vivien soles. El nombre mitjà de persones vivint en cada habitatge era de 2,28 i el nombre mitjà de persones que vivien en cada família era de 2,71.
Per edats la població es repartia de la següent manera: un 19,6% tenia menys de 18 anys, un 9,3% entre 18 i 24, un 27,8% entre 25 i 44, un 27,3% de 45 a 60 i un 16% 65 anys o més.
L'edat mediana era de 41 anys. Per cada 100 dones de 18 o més anys hi havia 92,6 homes.
La renda mediana per habitatge era de 27.000 $ i la renda mediana per família de 30.000 $. Els homes tenien una renda mediana de 22.188 $ mentre que les dones 18.125 $. La renda per capita de la població era de 16.205 $. Aproximadament el 5,9% de les famílies i el 4,6% de la població estaven per davall del llindar de pobresa.

## Poblacions més properes
El següent diagrama mostra les poblacions més properes.